# Wydział Gospodarki Przestrzennej i Architektury Krajobrazu Uniwersytetu Przyrodniczego we Wrocławiu
Wydział Gospodarki Przestrzennej i Architektury Krajobrazu Uniwersytetu Przyrodniczego we Wrocławiu – jeden z sześciu wydziałów Uniwersytetu Przyrodniczego we Wrocławiu.

## Kierunki kształcenia
Dostępne kierunki:
- Architektura krajobrazu (studia I i II stopnia)
- Gospodarka przestrzenna (studia I i II stopnia)

## Władze Wydziału
W kadencji 2024–2028:
| Stanowisko                                               | Imię i nazwisko             |
| -------------------------------------------------------- | --------------------------- |
| Dziekan                                                  | prof. dr hab. Beata Raszka  |
| Prodziekan ds. współpracy z otoczeniem zewnętrznym       | dr hab. inż. Maria Hełdak   |
| Prodziekan ds. kierunku studiów: gospodarka przestrzenna | dr hab. inż. Tomasz Malczyk |
| Prodziekan ds. kierunku studiów: architektura krajobrazu | dr Marcin Sobota            |

## Struktura organizacyjna

### Instytut Gospodarki Przestrzennej
Dyrektor: dr hab. inż. Piotr Krajewski
- Zakład Studiów Społeczno-Ekonomicznych
- Zakład Kształtowania Przestrzeni i Ochrony Zasobów Krajobrazowych
- Zakład Geodezyjnych Urządzeń Rolnych i Gospodarki Nieruchomościami

### Katedra Architektury Krajobrazu
Kierownik: dr hab. inż. Katarzyna Tokarczyk-Dorociak
- Zakład Inżynierii i Ochrony Krajobrazu
- Zakład Adaptacji do Zmian Klimatu
- Zakład Kształtowania Przestrzeni Miejskiej i Psychologii Środowiskowej
- Zakład Projektowania Krajobrazu i Zielonej Infrastruktury

### Katedra Badań Systemowych
Kierownik: dr inż. Iwona Kaczmarek
- Zakład Analiz Strategicznych
- Zakład Analityki Społeczno-Gospodarczej